# Boeckosimus sibiricus
Boeckosimus sibiricus är en kräftdjursart som beskrevs av Gurjanova 1929. Boeckosimus sibiricus ingår i släktet Boeckosimus och familjen Lysianassidae. Inga underarter finns listade i Catalogue of Life.